# Östhammar
Östhammar je grad i središte istoimene općine u švedskoj županiji Uppsala, smjestio se u zaljevu Östhammarsfjärden. Grad povijesno pripada Županiji Stockholm.

## Stanovništvo
Prema podacima o broju stanovnika iz 2005. godine u gradu živi 4.598 stanovnika.

## Vanjske poveznice
- Službene stranice grada

### Ostali projekti
|  | Zajednički poslužitelj ima još gradiva o temi Östhammar |